# Бялогардски окръг
Бялогардски окръг (на полски: Powiat białogardzki) е окръг в Северозападна Полша, Западнопоморско войводство. Заема площ от 845,46 км2. Административен център е град Бялогард.

## География
Окръгът е разположен в североизточната част на войводството.

## Население
Населението на окръга възлиза на 49 303 души(2012 г.). Гъстотата е 58 души/км2.

## Административно деление
Административно окръгът е разделен на 4 общини.
Градска община:
- Бялогард

Градско-Селски общини:
- Община Карлино
- Община Тихово

Селска община:
- Община Бялогард

## Фотогалерия
- Бялогард
- Карлино
- Тихово